# 전종환
전종환(1980년 6월 26일 ~ )은 대한민국의 아나운서이자 전(前) 기자이다. 경희대학교 언론정보학부에서 학사 학위를 취득했으며, 2006년에 MBC 공채 아나운서로 입사했다. 특히 MBC에선 대학 재학 중에 입사한 최초의 인물이다. 초창기에는 《불만제로》, 《우리말 나들이》같은 류의 TV방송에만 출연하였으나, 2009년 4월 13일부터 《뮤직스트리트》의 진행자로 발탁되는 등, 라디오 방송에서도 왕성한 활동을 하였다. 라디오 프로그램은 2011년 5월 9일까지 진행을 맡고 하차했다.
2011년부터 2018년까지는 MBC 기자로 활동했다가, 현재 아나운서로 복귀했다.

## 출연

### 텔레비전
- 《불만제로》 (제로맨)
- 《우리말 나들이》
- 《일요일 일요일 밤에 - 노다지》 (진행 MC)
- 《MBC 뉴스투데이》(주말앵커 : 2010년 6월 12일 ~ 2011년 10월 1일)
- 《스포츠 매거진》
- 《리얼매치! 국가대표 하이킥》
- 《퀴즈쇼 레인보우》
- 《평창, 우리의 밤》
- 《뉴스콘서트》(2018년 3월 12일 ~ 2018년 7월 6일)
- 《MBC 뉴스데스크》(주말 임시 보조 진행 : 2018년 4월 28일)
- 《MBC 뉴스투데이》(평일앵커 : 2018년 7월 16일 ~ 2020년 6월 26일)
- 《생방송 오늘아침》(2020년 8월 31일 ~ 2023년 2월 28일)
- 《PD수첩》 (2021년 1월 12일 ~ 2023년 2월 21일)
- 《12 MBC 뉴스》 (2025년 4월 15일 ~ 현재)

### 라디오
- 《뮤직스트리트》
- 《그건 이렇습니다 전종환입니다》